# Mu'izz al-Dawla Thimal
Abu Ulwan Thimal ibn Salih ibn Mirdas (en arabe : أبو علوان ثمال بن صالح بن مرداس, romanisé en Abū ʿUlwān Thimāl ibn Ṣāliẖ ibn Mirdās, mort en 1062) est aussi connu par son laqab (épithète honorifique) de Mu'izz al-Dawla (en arabe : معز الدولة). Il est issu de la dynastie des Mirdassides et règne sur l'émirat d'Alep, d'abord avec son frère aîné Abu Kamil Nasr ibn Salih ibn Mirdas (entre 1029 et 1030) puis seul de 1042 à 1057 et entre 1061 et 1062. 
Son père, Salah ibn Mirdas, est le fondateur de la dynastie des Mirdassides. Après sa mort en 1028, ses deux fils, Thimal et Nasr ibn Mirdas lui succèdent mais Thimal est expulsé d'Alep par son aîné en 1030. Il parvient à se tailler en fief dans la Jézireh (la Haute Mésopotamie) et s'installe à Qasr al-Rahba. En 1038, Nasr ibn Mirdas est vaincu et tué par les Fatimides menés par Anouchtakin. Thimal en profite pour prendre Alep mais doit fuir à son tour devant les Fatimides. Il se replie sur ses terres mésopotamiennes, amputées des cités de Manbij et Balis, prises par les Fatimides. Toutefois, il s'empare de son côté de la cité de Raqqa, au détriment des Numayrides, après avoir épousé la veuve de son frère, al-Sayyida al-Alawiyya.
À la mort d'Anouchtakin en 1042, Thimal reprend Alep avec l'assentiment des Fatimides. Toutefois, il ne tarde pas à s'allier à l'Empire byzantin, dont il devient un vassal. La cité d'Alep est alors au centre de la rivalité byzantino-fatimide. Après avoir subi trois attaques des Fatimides, Thimal signe un accord avec le calife Al-Mustansir Billah en 1050, tout en continuant d'être tributaire des Byzantins. Cette paix rétablit la stabilité de l'émirat mirdasside pendant sept ans, permettant à Alep de prospérer. 
Finalement, un mécontentement grandit parmi sa tribu, les Banu Kilab, qui forment le corps de l'armée. Ils contraignent Thimal à abdiquer en 1057 et à se retirer au Caire. Cependant, en 1060, le gouverneur fatimide d'Alep est expulsé par Mahmoud ibn Nasr, un neveu de Thimal, permettant à celui-ci de reprendre son émirat. Pendant les quelques mois de son second règne, il se retourne avec un certain succès contre les Byzantins. 

## Origines et jeunes années
Thimal est le fils de Salah ibn Mirdas, émir des Banu Kilab et fondateur de la dynastie des Mirdassides qui s'empare de la région d'Alep et de la Jézireh occidentale. L'année de naissance de Thimal est inconnue. Il est de confession chiite, comme l'atteste son Kunya, Abū ʿUlwān, associé au chiisme. Avant la prise d'Alep en 1024 par son père, Thimal réside à Qasr al-Rabah, cité fortifiée sur l'Euphrate et cœur des possessions mirdassides depuis 1008. À cette occasion, Thimal et son père reçoivent à deux reprises la visite du poète Ibn Abi Hasina en 1019 et 1022, qui vante les mérites de Thimal. Il n'hésite pas à décrire en détails certains aspects des jeunes années de Thimal, qui n'existent pas dans les autres sources médiévales. 

## Lutte pour le pouvoir
Quand Salah Ibn Mirdas s'empare d'Alep, il désigne assez vite Thimal comme son successeur et son nom est associé à celui de son père sur les pièces de monnaie, avec le nom du calife Ali az-Zahir. Quand Salah est tué par les troupes du général fatimide Anouchtakin, Thimal semble rester à Alep alors que son frère aîné, Nasr, parvient à s'enfuir. Bientôt, les deux frères désertent les cités du centre de la Syrie conquises par leur père pour se concentrer sur leur territoire historique, le Jund Qinnasrin et le Diyar Mudar, correspondant au nord de la Syrie et à la Jézireh occidentale. À Alep, ils se partagent le pouvoir. Thimal occupe la citadelle et Nasr contrôle la cité. En parallèle, le souverain byzantin Romain III Argyre tente de profiter de cette situation, qu'il perçoit comme favorable, pour attaquer l'émirat d'Alep en 1030. Il lève une grande armée et se dirige en personne vers Alep, où les deux frères tentent vainement d'obtenir la paix. Toutefois, l'armée byzantine est lourdement défaite par les forces mirdassides lors de la bataille d'Azâz (1030). 
Lors de la bataille, Thimal reste en retrait à Alep avec l'essentiel des soldats issus des Banu Kilab, avec pour mission de défendre la capitale de l'émirat. Dans le même temps, les deux frères ont envoyé leur famille hors de la ville pour les mettre en sécurité. Quand Thimal apprend la victoire, il décide de se rendre auprès des siens pour les ramener à Alep, ce dont Nasr profite pour s'emparer de la citadelle et devenir le seul dirigeant d'Alep. Thimal conserve le soutien de l'essentiel des Banu Kilab et Nasr, en dépit de sa victoire contre Romain III, décide de se mettre sous la tutelle byzantine en échange de la protection impériale. Finalement, plusieurs chefs des Banu Kilab mènent une médiation entre les deux frères, permettant à Thimal de conserver l'autorité sur la Haute Mésopotamie, tandis que Nasr garde la maîtrise d'Alep et de ses alentours.
En 1038, Nasr entre en conflit avec le gouverneur de Damas, al-Dizbari. L'inimitié remonte à la défaite de celui-ci et à la mort de Salah ibn Mirdas. Elle se réveille quand le vizir des Fatimides décide de concéder la cité de Homs aux Mirdassides, au dam d'al-Dizbari. Celui-ci peut s'appuyer sur le gouverneur fatimide de Homs, lui aussi mécontent et les deux hommes décident de s'allier contre Nasr. L'émir d'Alep mobilise une grande armée et s'allie à Thimal pour affronter al-Dizbari, qui s'appuie principalement sur les Banu Tayy et les Banu Kalb. L'affrontement intervient près de Salamyeh et tourne à la déroute pour les Mirdassides, qui perdent Hama. Une nouvelle bataille se déroule à Tell Fas, près de Latmin. Au cours du combat, Thimal s'enfuie avec ses partisans et laisse Nasr isolé avec une troupe insuffisante pour affronter al-Dizbari, qui en profite pour le mettre à mort.
L'historien Suhayl Zukkar suppose que Thimal a alors l'intention de reprendre Alep aux dépens de son frère. Néanmoins, la défaite et la mort de ce dernier l'affectent et il craint de ne pas avoir les moyens de tenir Alep. Il quitte donc la cité pour la Jézireh avec ses proches, dont la veuve de son frère et leur fils, Mahmoud ibn Nasr. Il confie la citadelle à son cousin, Muqallid ibn Kamil et la ville à un membre des Banu Kilab, Khalifa ibn Jafir. Alep est assiégée par al-Dizbari entre juin et juillet 1038 et tombe assez vite, provoquant l'expulsion des Mirdassides toujours présents et de leurs partisans. 
Thimal parvient à conserver l'emprise sur la région mésopotamienne de l'émirat mirdasside, malgré la perte de Balis et de Manbij. Par son mariage avec al-Sayyida al-Alawiyya, issu des Banu Numayr, il récupère en 1039/1040 les cités de Raqqa et de Rafiqa à la mort de Shahub ibn Waththab, le frère de celle qui est désormais sa femme. Rapidement, Raqqa devient la capitale de Thimal et sa base pour la reconquête d'Alep.

## Premier règne
Face à l'influence grandissante d'al-Dizbari, les Fatimides finissent par s'en détourner et le considèrent comme un traître. Leurs troupes syriennes l'abandonnent et il doit quitter Damas pour Alep, incitant les Fatimides à s'allier avec Thimal. Ce dernier reçoit du calife al-Mustansir la reconnaissance de son statut de gouverneur d'Alep. Le temps qu'il rassemble une armée suffisante, al-Dizbari meurt en janvier 1042 mais les Mirdassides ne peuvent malgré tout rentrer dans la cité. En effet, celle-ci est désormais tenue par une garnison fatimide qui refuse de suivre l'ordre califal. Thimal se replie pour un temps mais, en seulement quelques jours, il peut profiter d'un conflit naissant entre la milice urbaine et la garnison fatimide. La première finit par laisser entrer Thimal le 22 février, tandis que les Fatimides se retirent dans un palais adjacent à la citadelle, tenue par les ghilman (des esclaves soldats) d'al-Dizbari. Thimal s'empare rapidement du palais mais doit assiéger durant sept mois la citadelle avant de la faire céder et de recevoir les félicitations d'al-Mustansir. 
Au cours du siège, Thimal envoie des émissaires à l'impératrice Théodora pour obtenir la protection de l'Empire byzantin en échange d'un tribut. L'impératrice accepte et confère à Thimal le titre de magistros et des dignités inférieures à la femme de Thimal ainsi qu'à six membres de la cour des Mirdassides,. Thimal devient de fait le vassal de Byzance, à l'image d'autres émirs d'Alep avant lui. Pour Zakkar, il craint certainement que les Fatimides ne se détournent de lui. En effet, malgré l'accord apparent avec le calife, des tensions demeurent, d'autant que Thimal ne rétrocède qu'une partie du trésor laissé dans la citadelle par al-Dizbari. Enfin, Thimal répugne régulièrement au paiement du tribut de 20 000 dinars annuels à al-Mustansir.
En 1048, al-Mustansir envoie une armée dirigée par les gouverneurs fatimides de Damas et de Homs, Nasir al-Dawla ibn Hamdan et Jafar ibn Kulayd, renforcés d'auxiliaires issus des Banu Kalb. L'objectif est de reprendre Alep. L'armée s'empare de Hama puis de Maarrat al-Numan, avant de vaincre Thimal aux portes d'Alep, bientôt assiégée. L'armée fatimide campe près de la rivière Qouweiq pour être proche d'un point d'eau mais une inondation intervient qui occasionne de sérieux dégâts et la contraint à se replier vers Damas. En parallèle, soupçonneux à l'égard de la loyauté de certains dignitaires alepins, Thimal en fait emprisonner certains, dont le qadi Ibn Abi Jarada et en fait exécuter un.
Après le retrait des Fatimides, Thimal tente d'obtenir la paix avec Al-Mustansir par l'intermédiaire de ses deux vizirs juifs, Sadaqa ibn Youssouf al-Falahi et Abu Sa'd mais tous deux sont exécutés assez rapidement. En revanche, le cousin de Thimal tue Jafar ibn Kulayd à Kafartab, ce qui provoque une nouvelle expédition des Fatimides. Elle est dirigée par Rifq et comprend 30 000 hommes, dont des Berbères et des auxiliaires bédouins issus des tribus Banu Kalb et Banu Jarrah. L'empereur byzantin tente de jouer les intermédiaires pour négocier une trêve et envoie deux armées se positionner au nord de la Syrie. Quant aux Mirdassides, ils détruisent les fortifications de Maarrat al-Numan et d'Hama pour empêcher les Fatimides de s'en servir comme points d'appui. Finalement, en août 1050, les troupes de Rifq sont anéanties par les forces de Thimal Jabal Jashwin et Rifq lui-même n'en réchappe pas.
Après cette victoire, Thimal souhaite mettre un terme à cette séquence conflictuelle. Il libère tous les prisonniers de guerre et entre en négociation avec le qadi fatimide de Tyr, Ali ibn Iyad. Celui-ci persuade le calife d'accepter une ambassade des Mirdassides menée par al-Sayyida al-Alawiyya, comprenant un fils de Thimal. Les émissaires paient une somme de 40 000 dinars au calife, correspondant à deux ans de tributs impayés. Ils jurent aussi fidélité aux Fatimides et demandent à al-Mustansir d'assurer paix et sécurité sur Alep. En échange, al-Mustansir reconnaît l'autorité de Thimal sur la cité et ses alentours.
La paix obtenue assure une stabilité à l'émirat pendant sept ans. Au cours de cette période, le shaykh al-dawla (sorte de vizir) de Thimal, Ibn al-Aysar, gère les affaires municipales et sert d'interlocuteur aux Byzantins et aux Fatimides, tous deux destinataires d'un tribut annuel. Si les prédécesseurs de Thimal se sont appuyés sur les Chrétiens dans leur administration, Thimal leur préfère des membres de son entourage à al-Rahba voire à Mossoul (Abu'l Fadl Ibrahim al-Anbari, Abu Nasr Muhammad ibn Jahir and Hibat Allah ibn Muhammad al-Ra'bani al-Rahbi), qui se distinguent parfois par une réelle maîtrise des finances publiques et une expérience générale du gouvernement. Dans l'ensemble, les habitants d'Alep jouissent d'une réelle prospérité et la ville connaît une vague d'expansion et de constructions urbaines qui se maintiennent jusqu'à la destruction d'Alep par les Mongols en 1260.

## Interrègne
En 1057 et 1058, des causes internes et externes fragilisent fortement le pouvoir de Thimal. Une sécheresse sévère contribue notamment à une grande famine dans l'émirat, tandis qu'une pression militaire se matérialise tant du côté des Fatimides, personnalisés par le gouverneur syrien Ibn Mulhim, que du côté byzantin. Enfin, al-Basasiri, général des Bouyides, fait peser une menace sur les frontières orientales de l'émirat. En interne, Thimal commence à être contesté au sein de sa tribu, qui lui reproche son manque de soutien financier, tandis qu'il entre en conflit avec son frère, Atiyya. Le vizir fatimide en profite pour prendre le dessus. Il envoie le qadi de Tyr, ibn Aqil, pour jouer les médiateurs et inciter Thimal au départ. Le 23 janvier 1058, Thimal accepte de céder le pouvoir en échange du gouvernorat des cités côtières d'Acre, Beyrouth et Jubayl. C'est ibn Mulhim qui devient gouverneur d'Alep, assurant la mainmise directe des Fatimides sur la cité syrienne. Quant à Thimal, en réalité, il réside au Caire et n'exerce que nominativement son autorité sur les cités sous son contrôle. 

## Second règne
En septembre 1060, le neveu de Thimal, Mahmoud Ibn Nasr, s'empare d'Alep après avoir vaincu une force fatimide dirigée par Nasir al-Dawla ibn Hamdan. Le calife prive alors Thimal de ses possessions, malgré les protestations de l'intéressé qui jure de son innocence. Il accepte finalement une proposition du calife de le reconnaître comme émir d'Alep s'il expulse Mahmoud. Thimal part alors du Caire et, après avoir atteint Homs, il rassemble les Banu Kilab. Une grande partie des membres du clan répond présent et marche avec lui sur Alep, atteinte en janvier 1061. Le siège est interrompue par l'arrivée de renforts numayrides, favorables à Mahmoud, qui chassent Thimal. Cependant, lors de la poursuite, Thimal réussit à vaincre Mahmoud qui doit se replier sur Alep. Les chefs des Banu Kilab servent alors de médiateurs et Mahmoud accepte de rendre Alep le 23 avril en échange d'une importante somme d'argent et d'une rente annuelle. 
Le deuxième règne de Thimal est marqué par des campagnes contre les Byzantins et les Numayrides. Ces derniers se sont emparés d'al-Rahba et il doit envoyer contre eux son frère Atiyya, qui s'empare de la forteresse stratégique en août 1061.
Si Thimal a longtemps été un vassal fidèle de l'Empire byzantin, son deuxième règne voit une préférence marquée pour les Fatimides. Pour Zakkar, cela vient de son séjour prolongé au Caire, lors duquel il a pu constater que les Fatimides ne sont plus en mesure de contester son pouvoir alors que les Byzantins sont menacés par les raids croissants des Turkmènes. En outre, il est possible que l'Empire byzantin ait soutenu Mahmoud. Quand l'Empire décide de restaurer plusieurs forteresses au nord d'Alep en janvier 1062, Thimal y voit une menace et décide de marcher sur la forteresse d'Artah en mai, devant laquelle il bat une force byzantine. Les Byzantins acceptent alors de démanteler plusieurs forts et de payer un tribut annuel à Thimal. Toutefois, il ne faut que quelques mois pour que les autorités impériales changent de politique. Le gouverneur d'Antioche décide de soutenir des opposants à Thimal. Le complot est éventé et Thimal réagit en engageant les Byzantins lors de deux escarmouches de peu d'envergure en octobre 1062.